# Morning Glory (film, 2010)
Pour les articles homonymes, voir Morning Glory.
Pour plus de détails, voir Fiche technique et Distribution.
Morning Glory ou La Gloire des ondes au Québec est un film américain réalisé par Roger Michell et sorti 2010.

## Synopsis
Bien qu’elle soit jeune, jolie, dynamique et ambitieuse, Becky Fuller est en pleine traversée du désert professionnelle et sentimentale.
Aussi, lorsqu'on propose à cette productrice TV de reprendre « Daybreak », la matinale la moins regardée du pays, elle accepte le défi sans hésiter. Pour augmenter l’audience, elle décide d’engager Mike Pomeroy, le journaliste de légende de la chaîne. Mais le charisme de Mike n'a d'égal que ses caprices de star, et ses relations sont électriques avec Colleen Peck, sa co-présentatrice. Les coups bas hors-plateau s’accompagnent très vite de petites phrases assassines à l’antenne...
Dans le même temps, Becky craque pour un producteur de la chaîne, mais sentiments et travail ne font pas toujours bon ménage. Parviendra-t-elle à sortir l’émission de l’impasse et à trouver l’amour ?

## Fiche technique
- Titre original et français : Morning Glory
- Titre québécois : La gloire des ondes
- Réalisation : Roger Michell
- Scénario : Aline Brosh McKenna
- Musique : David Arnold
- Directeur de la photographie : Alwin H. Kuchler
- Montage : Daniel Farrell et Nick Moore
- Distribution des rôles : Marcia DeBonis et Ellen Lewis (en)
- Création des décors : Mark Friedberg
- Direction artistique : Alex DiGerlando et Kim Jennings
- Décorateur de plateau : Alyssa Winter
- Création des costumes : Frank L. Fleming
- Producteurs : J. J. Abrams et Bryan Burk
- Producteurs exécutifs : Sherryl Clark et Guy Riedel
- Producteurs associés : Udi Nedivi et Lindsay Paulson
- Société de production : Bad Robot Productions
- Société de distribution : Paramount Pictures
- Pays de production :  États-Unis
- Langues originales : anglais, ukrainien
- Genre : Comédie romantique
- Durée : 102 minutes
- Date de sortie :
  - États-Unis : 12 novembre 2010
  - France : 6 avril 2011[1],[2]

## Distribution
- Rachel McAdams  (VF : Noémie Orphelin) : Becky Fuller
- Harrison Ford  (VF : Richard Darbois) : Mike Pomeroy
- Diane Keaton (VF : Béatrice Delfe) : Colleen Peck
- Jeff Goldblum (VF : Bernard Lanneau) : Jerry Barnes, le patron de la chaîne IBS
- Patrick Wilson (VF : Alexis Victor) : Adam Bennett
- John Pankow (VF : Jacques Bouanich) : Lenny Bergman
- Ty Burrell (VF : Pierre François Pistorio) : Paul McVee
- J. Elaine Marcos (VF : Fily Keita) : Lisa Bartlett
- Matt Malloy (VF : Régis Reuilhac) : Ernie Appleby
- Linda Powell : Louanne Fleming, la petite amie de Barnes
- Patti D'Arbanville (VF : Isabelle Ganz) : Mme Fuller, la mère de Becky
- David Fonteno (VF : Thierry Desroses) : Oscar
- Vanessa Aspillaga (VF : Charlotte Daniel) : Anna Garcia
- Reed Birney : le gouverneur Willis
- Noah Bean (VF : Benjamin Penamaria) : le premier « rendez-vous » de Becky (au restaurant)
- Jack Davidson (VF : Serge Bourrier) : Jim, le voisin de Becky avec son chien
- Mike Hydeck (VF : Sébastien Finck) : Ralph Pollard, le présentateur
- Steve Park (VF : Jean-Baptiste Marcenac) : le météorologue de Channel 9
- Adrian Martinez (VF : Richard Leroussel) : Ralph Pollard, le présentateur de Channel 9
- Finnerty Steeves (VF : Armelle Gallaud) : une productrice du Day Break
- Rick Younger (VF : Jean-Baptiste Marcenac) : un producteur du Day Break
- Arden Myrin : une productrice du Day Break
- Caroline Clay (VF : Marie-Madeleine Burguet-Le Doze) : une productrice du Day Break
- Katie Hyde (VF : Céline Mauge) : une productrice du Day Break
- Allen Warnock (VF : Raphaël Cohen) : un producteur du Day Break
- Liam Ferguson : producteur du Day Break News
- Jayne Houdyshell : un régisseur plateau
- 50 Cent (VF : Raphaël Cohen) : lui-même
- Lloyd Banks : lui-même

 Source et légende : version française (VF) sur RS Doublage

## Autour du film
- Ce film marque les retrouvailles entre Rachel McAdams et Diane Keaton, cinq ans après Esprit de famille.
- Rachel McAdams a touché un salaire de 2 000 000 dollars pour ce film[4].
- Dans le film, Becky affirme à Mike Pomroy qu'il ne s'intéresse à rien d'autre qu'à « son petit nombril ». Harrison Ford a déjà eu droit à ce genre de réplique de la part de Mark Hamill dans La Guerre des étoiles.
- Le titre original est assez tendancieux, l'expression anglaise morning glory désignant en effet la légère érection que ressentent la plupart des hommes au lever du lit...